# Trioxys pappi
Trioxys pappi är en stekelart som beskrevs av Hajimu Takada 1979. Trioxys pappi ingår i släktet Trioxys och familjen bracksteklar. Inga underarter finns listade i Catalogue of Life.